# Korbevaks
Korbevaks (eng. Corbevax) je druga odobrena vakcina,  koju je licencirala indijska firma "Biological-E", za koju je ministar zdravlja rekao da je prva autohtono razvijena vakcina u zemlji zasnovana na proteinima protiv kovida 19.
Korbevaks je proteinska podjedinica vakcine protiv kovida 19, koju je razvio Teksaški dečiji bolnički centar za razvoj vakcina i Bejlor koledž medicine u Hjustonu, Teksas i Dinavak tehnologije sa sedištem u Emerivilleu u Kaliforniji, koja ima licence indijske biofarmaceutske firme Biological E. Limited (BioE) za razvoj i proizvodnju.
Vakcina je planirana za upotrebu u zemljama sa niskim prihodima kako bi se povećao pristup vakcini i pravičnost, i stoga je dizajnirana da se lako skladišti i proizvodi tradicionalnim procesima. Vakcina nije patentirana, ali se planira da bude otvoreno licencirana pod nazivom COVAKS.

## Tehnologija
Vakcina se sastoji od verzije domena za vezivanje receptora (RBD) SARS-KoV-2 spike proteina, zajedno sa adjuvansima aluminijum hidroksid gelom i CpG 1018. Protein proizvodi kvasac Pichia pastoris; u procesu koji je sličan onom kod postojećih vakcina protiv hepatitisa B.

## Proizvodnja
U aprilu 2021. godine, američka Međunarodna finansijska korporacija za razvoj (DFC) objavila je da će finansirati proširenje proizvodnih kapaciteta kompanije BioE (Biological E Ltd, Indija), kako bi mogao da proizvede najmanje milijardu doza vakcine do kraja 2022. godine.

## Istorija

### Klinička ispitivanja
Prva faza kliničkog ispitivanja sprovedena je da bi se procenila bezbednost i imunogenost kandidata za vakcinu na oko 360 učesnika.
Faza II je završena u aprilu 2021.
Faza III. ispitivanja započeta je u aprilu 2021. godine, kada je generalni kontrolor za lekove Indije dozvolio da kandidati za vakcinu započnu klinička ispitivanja. Ukupno 1.268 zdravih učesnika između 18 i 80 godina je odabrano sa 15 lokacija širom Indije za ispitivanje i namenjeno da budu deo veće globalne studije faze III.
Od decembra 2021. Biološki E je objavio pozitivne rezultate, ali su neki stručnjaci kritikovali nedostatak javnih podataka iz faze III ispitivanja.

## Društvo i kultura

### Pravni status
Indija je 28. decembra 2021. odobrila hitnu upotrebu vakcine.

### Ekonomija
Razvoj vakcine finansiran je sa 7 miliona dolara uglavnom privatnih investitora, uključujući donaciju od milion dolara Titove vodke. Tehnologija vakcine se daje proizvođačima bez patenta, iako koledž Bejlor dobija za to izvesnu naknadu.
Dana 3. juna 2021., Ministarstvo zdravlja i porodične zaštite Indije je unapred naručilo 300 miliona doza Korbevaks vakcine.
Kompanija BioE procenila je da vakcina u Indiji  ima cenu od 250 ₹ (oko 3 dolara) po dozi, a možda čak i ispod 400 ₹ (oko 5 dolara) za dve doze.

## Napomene
1. ↑  Prva vakcina je Kovovaks, verzija Novavaks vakcine koju je proizveo Indijski Serum Institut, a koja se daje u dve doze i napravljena je od laboratorijski uzgojenih kopija šiljastog proteina koji oblaže koronavirus.[1]

## Spoljašnje veze
- „What Is Biological E Vaccine? Can It Be The Most 'Affordable' Jab? Know Here”. Outlook India.
- „Explained: How Corbevax is different”. The Indian Express.

|  | Molimo Vas, obratite pažnju na važno upozorenje u vezi sa temama iz oblasti medicine (zdravlja). |